# Lassíthi (district régional)
Pour les articles homonymes, voir Lassithi.
Le district régional de Lassithi (en grec : Περιφερειακή ενότητα Λασιθίου ou simplement Λασίθι / Lasíthi)  est l'un des quatre districts régionaux de Crète. C'est le district le plus à l'est de l'île, à l'est du district régional d'Héraklion. Sa capitale est Ágios Nikólaos. Il a remplacé le nome de Lassíthi (en grec Νομός Λασιθίου / Nomós Lasithíou) à la suite du programme Kallikratis (2010).
Il est bordé au nord par la mer de Crète et au sud par la mer de Libye.
Il tire son nom du plateau de Lassithi, qui y est situé.

## Dèmes (municipalités)

Division du Lassithi en dèmes depuis le programme Kallikratis (2010).

| Dème                    | Siège                  | Population (2010) |
| ----------------------- | ---------------------- | ----------------- |
| Ágios Nikólaos (1)      | Ágios Nikólaos/Néapoli | 26 227            |
| Ierapetra (2)           |                        | 27 911            |
| Plateau de Lassithi (3) | Tzermiado              | 3 152             |
| Sitia (4)               |                        | 19 029            |

| Dème                | YPES code | Siège      | Code postal | Préfixe tel. |
| ------------------- | --------- | ---------- | ----------- | ------------ |
| Agios Nikolaos      | 3401      |            | 721 00      | 28410-2      |
| Ierapetra           | 3402      |            | 722 00      | 28420-2      |
| Itanos              | 3403      | Palékastro | 723 00      | 28430-6      |
| Lefki               | 3404      | Ziros      | 720 56      | 28430-9      |
| Makrýs Gialós       | 3405      | Koutsouras | 720 55      | 28430-2      |
| Neapoli             | 3406      |            | 724 00      | 28410-3      |
| Plateau de Lassithi | 3407      | Tzermiado  | 720 53      | 28440-2      |
| Kritsa              |           |            | 72051       | 28410        |
| Sitia               | 3408      |            | 723 00      | 28430-2      |